# Смирнов, Валентин Пантелеймонович
Валенти́н Пантелеймо́нович Смирно́в (род. 2 октября 1937 года, Дубровицы) — советский и российский физик, доктор физико-математических наук, академик РАН (2003). Осуществляет научное руководство работами по импульсному термоядерному синтезу на основе Z-пинчей.

## Биография
Окончил радиофизический факультет Московского физико-технического института в 1961 году.
С 1961 года работает в Институте атомной энергии. В 1981 году защитил диссертацию доктора физико-математических наук. В 1986 году присвоено звание профессора МФТИ.
30 мая 1997 года избран членом-корреспондентом РАН. С 1999 года — директор Института ядерного синтеза Российского научного центра «Курчатовский институт». С 2001 года является научным руководителем программы Минатома РФ по управляемому термоядерному синтезу.
22 мая 2003 года избран академиком РАН. В настоящее время работает в АО «Наука и инновации» — дочернем предприятии ГК «Росатом» в Аппарате научного руководства.

## Награды Российской Федерации
- Государственная премия Российской Федерации (1997) — за создание комплекса «Ангара-5-1» и проведение цикла исследований по физике высоких плотностей энергии и излучающей плазмы многозарядных ионов[1]
- Премия Правительства Российской Федерации в области образования 2013 года (12 ноября 2013) — за цикл работ "Научные и прикладные разработки в области высокоэкологичных систем электрофизического аппаратостроения, мощной импульсной энергетики и управляемого термоядерного синтеза для подготовки специалистов в области энергетики"

## Награды СССР
- лауреат Государственная премия СССР (1981)

## Прочие награды
- Премия Ханнеса Альфвена Европейского Физического Общества (2005)[2]
- Золотая медаль имени А.П. Александрова (РАН, 28 февраля 2023) — за многолетнюю плодотворную деятельность и большой вклад в развитие научных основ термоядерной энергетики